# 全国専修学校各種学校総連合会
全国専修学校各種学校総連合会（ぜんこくせんしゅうがっこうかくしゅがっこうそうれんごうかい）は、日本の専修学校と各種学校によって組織されている団体。1958年5月28日に設立された全国各種学校総連合会を前身とし、学校教育法の一部改正（1975年7月11日）や専修学校設置基準の施行（1976年1月11日）により、1976年6月28日に現名称に改められた。

## 加盟組織

### 都道府県協会
北海道ブロック
- 北海道私立専修学校各種学校総連合会

東北ブロック
- 青森県専修学校各種学校連合会
- 岩手県専修学校各種学校連合会
- 宮城県専修学校各種学校連合会
- 秋田県専修学校各種学校協会
- 山形県専修学校各種学校協会
- 福島県専修学校各種学校連合会

北関東信越ブロック
- 茨城県専修学校各種学校連合会
- 栃木県専修学校各種学校連合会
- 群馬県専修学校各種学校協会
- 新潟県専修学校各種学校協会
- 長野県専修学校各種学校連合会

南関東ブロック
- 埼玉県専修学校各種学校教育振興会
- 千葉県専修学校各種学校協会
- 東京都専修学校各種学校協会
- 神奈川県専修学校各種学校協会
- 山梨県専修学校各種学校協会

中部ブロック
- 富山県専修学校各種学校連合会
- 石川県専修学校各種学校連合会
- 福井県専修学校各種学校連合会
- 岐阜県専修学校各種学校連合会
- 静岡県専修学校各種学校教育振興会
- 愛知県専修学校各種学校連合会
- 三重県専修学校各種学校連合会

近畿ブロック
- 滋賀県専修学校各種学校連合会
- 京都府専修学校各種学校協会
- 大阪府専修学校各種学校連合会
- 兵庫県専修学校各種学校連合会
- 奈良県私学専修学校連合会
- 和歌山県専修学校各種学校協会

中国ブロック
- 鳥取県私立学校協会
- 島根県専修・各種学校連盟
- 岡山県専修学校各種学校振興会
- 広島県専修学校各種学校連盟
- 山口県専修学校各種学校協会

四国ブロック
- 徳島県専修学校各種学校連合会
- 香川県専修学校各種学校連合会
- 愛媛県専修学校各種学校連合会
- 高知県専修学校各種学校連合会

九州ブロック
- 福岡県専修学校各種学校協会
- 佐賀県専修学校各種学校連合会
- 長崎県専修学校各種学校連合会
- 熊本県専修学校各種学校連合会
- 大分県専修学校各種学校連合会
- 宮崎県専修学校各種学校連合会
- 鹿児島県専修学校各種学校協会
- 沖縄県専修学校各種学校協会

### 課程別設置者別部会
- 全国学校法人立専門学校協会
- 全国高等専修学校協会
- 全国個人立専修学校協会
- 全国各種学校協会

### 分野別専門部会
- 全国工業専門学校協会
- 全国経理教育協会
- 全国語学ビジネス観光教育協会
- 全国服飾学校協会
- 全国美術デザイン専門学校教育振興会
- 全国予備学校協議会
- 全国専門学校日語教育協会
- 全国珠算学校連盟
- 全国専門学校情報教育協会
- 全国専門学校リハビリテーション協会